# Acacia monacantha
Acacia monacantha är en ärtväxtart som beskrevs av Carl Ludwig von Willdenow. Acacia monacantha ingår i släktet akacior, och familjen ärtväxter. Inga underarter finns listade i Catalogue of Life.